# 35062 Sakuranosyou
35062 Sakuranosyou è un asteroide della fascia principale. Scoperto nel 1988, presenta un'orbita caratterizzata da un semiasse maggiore pari a 2,3673713 UA e da un'eccentricità di 0,2416180, inclinata di 10,53078° rispetto all'eclittica.